# Boissezon
Boissezon är en kommun i departementet Tarn i regionen Occitanien i södra Frankrike. Kommunen ligger i kantonen Mazamet-Nord-Est som tillhör arrondissementet Castres. År 2022 hade Boissezon 392 invånare.

## Befolkningsutveckling
Antalet invånare i kommunen Boissezon
| Referens: INSEE |